# Fabrosaurus
Fabrosaurus, benannt nach Jean-Henri Fabre,  ist ein kaum bekannter Vogelbeckendinosaurier aus der Gruppe der Ornithopoda. Die Gattung ist nur durch ein Unterkieferfragment mit drei Zähnen bekannt. Der Funde stammt aus Lesotho im südlichen Afrika. Aufgrund der spärlichen Überlieferungen gilt Fabrosaurus jedoch als nomen dubium und könnte ein Synonym zu Lesothosaurus sein.